# Needle return
「Needle return」（ニードル リターン）は、Non Stop Rabbitの楽曲。メジャー5作目、通算9作目のデジタル配信限定シングルとしてポニーキャニオンより2021年10月20日に各音楽配信サービスにてリリースされた。

## 概要
前作『全部ブロック』から約3ヶ月ぶりのリリースとなり、急遽ゲリラリリースされた。本作は、2021年10月19日（20日深夜）の『Non Stop Radio〜真夜中の無料案内所〜』にて初オンエアされた。
本作のミュージックビデオが公開されたタイミングでメジャー2ndアルバム『TRINITY』のリリースが発表された。

## 収録内容
| #         | タイトル          | 作詞・作曲 | 編曲           | 時間 |
| --------- | ----------------- | ---------- | -------------- | ---- |
| 1.        | 「Needle return」 | 田口達也   | 鈴木Daichi秀行 | 4:41 |
| 合計時間: | 合計時間:         | 合計時間:  | 合計時間:      | 4:41 |

## ミュージック・ビデオ
Needle return
監督：田口達也 / 製作：UNorder music entertainment
Non Stop Rabbitと同じプラチナムプロダクションに所属しているタレントが起用されており、10月20にプレミア公開でYouTube上に投稿された。

## タイアップ
| 年     | 楽曲          | タイアップ                                                 |
| ------ | ------------- | ---------------------------------------------------------- |
| 2021年 | Needle return | テレビ埼玉「ドレスキーとコレスキー」11月オープニングテーマ |